# Деревці (Овруцький район)
Деревці — колишнє село в Україні. Знаходиться в Овруцькому районі Житомирської області.

## Історія
У квітні 1720 р. шляхтич Лесицький повідомив суд про руйнування фільварка селянами і козаками с. Деревеньки. У червні того ж року вони розгромили Овруцький замок.
У 1906 році в селі мешкало 49 осіб, налічувалось 8 дворових господарств.
Підпорядковувалось Переїздівській сільській раді. Виселено через радіоактивне забруднення внаслідок аварії на ЧАЕС. Населення в 1981 році — 40 осіб. Зняте з обліку 15 квітня 1995 року Житомирською обласною радою.